# Zona metropolitana del Valle de Sula
La Zona Metropolitana del Valle de Sula o Zona Metropolitana de San Pedro Sula es la segunda área metropolitana más poblada de Honduras y la cuarta conurbación más grande de Centroamérica, situada en el mayor valle aluvial de Honduras y en la cuenca de los ríos Ulúa, Chamelecón y Humuya. 
Constituye la zona de mayor crecimiento del país, por la existencia del corredor industrial que ha propiciado el desarrollo agrícola, siendo sus rubros más representativos: banano, caña de azúcar, plátano, palma africana, cítricos, pastos y granos básicos.
Alrededor del 63% del producto interno bruto (PIB) de Honduras se genera en el Valle de Sula, representando cerca del 50% de las exportaciones Hondureñas. En ella reside aproximadamente un 27% de la población nacional, siendo la fuerza de trabajo más numerosa tanto en sus centros urbanos como rurales.
En la Zona Metropolitana del Valle de Sula, se encuentra instalada más del 80% de la industria manufacturera y textil de las Honduras.
En él se encuentra un aeropuerto mancomunal que sirve a todas las ciudades de la ZMVS, llamado Aeropuerto Internacional Ramón Villeda Morales.

## Municipios de la Zona Metropolitana del Valle del Sula

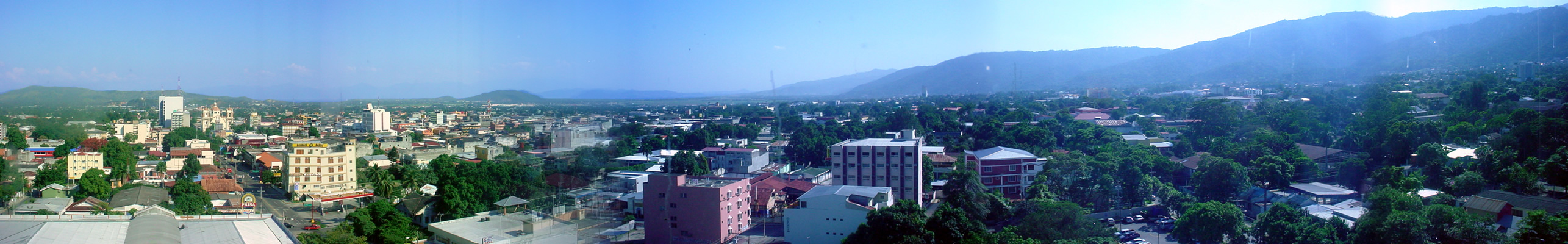
Panorámica de San Pedro Sula.

| Municipio              | Departamento  | Población (2020) | Superficie (km²) | Densidad |
| San Pedro Sula         | Cortés        | 801 259          | 856.3            | 935.8    |
| Choloma                | Cortés        | 275 724          | 466.7            | 590.8    |
| El Progreso            | Yoro          | 200 010          | 534.1            | 374.5    |
| Villanueva             | Cortés        | 177 699          | 349.3            | 508.7    |
| Puerto Cortés          | Cortés        | 136 081          | 383.3            | 355.0    |
| Tela                   | Atlántida     | 106 136          | 1,156            | 91.78    |
| Santa Cruz de Yojoa    | Cortés        | 92 746           | 733.7            | 126.4    |
| La Lima                | Cortés        | 84 102           | 112.2            | 749.4    |
| San Manuel             | Cortés        | 68 435           | 141.4            | 484.0    |
| Quimistán              | Santa Bárbara | 60 047           | 740.9            | 81.04    |
| Omoa                   | Cortés        | 53 771           | 393.7            | 136.6    |
| El Negrito             | Yoro          | 49 196           | 564.7            | 87.11    |
| Potrerillos            | Cortés        | 25 960           | 99.43            | 261.1    |
| San Francisco de Yojoa | Cortés        | 24 740           | 98.65            | 250.8    |
| San Antonio de Cortés  | Cortés        | 22 884           | 221.1            | 103.5    |
| Pimienta               | Cortés        | 21 975           | 55.42            | 396.5    |
| Santa Rita             | Yoro          | 21 208           | 128.9            | 164.5    |
| Petoa                  | Santa Bárbara | 12 932           | 203.5            | 63.54    |